# Biblioteca i Museu Presidencial Harry S. Truman
La Biblioteca i Museu Presidencial Harry S. Truman (Harry S. Truman Presidential Library and Museum) és la biblioteca presidencial i el lloc de descans de Harry S. Truman, el 33è president dels Estats Units – 1945-1953), la seva dona Bess i la seva filla Margaret, i es troba a l'autopista 24 dels Estats Units a Independence, Missouri. Va ser la primera biblioteca presidencial que es va crear sota les disposicions de la Llei de biblioteques presidencials de 1955, i és una de les tretze biblioteques presidencials administrades per la National Archives and Records Administration (NARA).

## Història

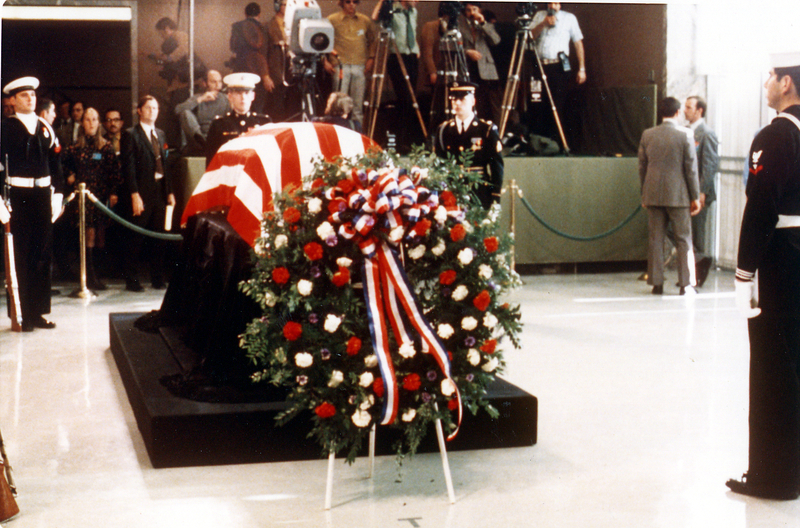
Funeral el 1972 per a Harry Truman, president dels Estats Units 1945–1953. Mrs. Truman va optar pel servei a la Biblioteca Truman en lloc d'un funeral estatal més gran a Washington, DC

Construïda en un turó amb vista a l'horitzó de Kansas City, en uns terrenys donats per la Ciutat de la Independència, la Biblioteca Truman es va dedicar el 6 de juliol de 1957. La cerimònia va incloure els ritus maçònics de dedicació i l'assistència de l'expresident Herbert Hoover (aleshores l'únic expresident viu que no fos el president Truman), el president del justícia Earl Warren i l'antiga primera dama Eleanor Roosevelt.
Aquí, el president Lyndon B. Johnson va signar la Llei Medicare el 30 de juliol de 1965.
El museu ha estat víctima de robatoris importants dues vegades.
El secretari del Tresor de Truman, que era el seu amic personal íntim John Wesley Snyder, va donar la seva col·lecció de monedes, que consta de 450 monedes rares, al museu el març de 1962. Aquell novembre, els lladres van robar tota la col·lecció. No s'ha recuperat cap de les monedes robades. Snyder va ajudar a coordinar un esforç entre 147 col·leccionistes de monedes per reconstruir la col·lecció, que es va tornar a exposar el 1967, en una cerimònia a la qual va assistir Truman.
Mentre servia com a president, Truman havia rebut obsequis d'espases i dagues incrustades amb joies de Saud d'Aràbia Saudita, aleshores el príncep hereu, i Mohammad Reza Pahlavi, aleshores el xa de l'Iran. Va lliurar aquests articles a l'Administració d'Arxius i Registres Nacionals, tal com ho exigeix la llei, i es van mostrar al museu. Segons el conservador del museu, "havien incrustat diamants, robins i safirs, una sèrie de pedres precioses a les seves empunyadures i a les seves beines". El març de 1978, uns lladres van entrar a la porta d'entrada del museu, van trencar vitrines i van robar les tres espases i dos punyals, valorats en 1 milió de dòlars en aquell moment. No s'ha recuperat cap dels objectes robats. El 2021, l'FBI va oferir una recompensa de fins a 1 milió de dòlars per la devolució dels articles.
L'11 de desembre de 2006, Kofi Annan va pronunciar el seu darrer discurs com a secretari general de les Nacions Unides a la biblioteca, on va animar els Estats Units a tornar a les polítiques multilateralistes de Truman.

### Disseny
L'arquitecte principal del projecte va ser Edward F. Neild de Shreveport, Louisiana. Truman havia escollit Neild a la dècada de 1930 per dissenyar la renovació de la Independència i la construcció del palau de justícia del comtat de Jackson de Kansas City després d'haver estat favorablement impressionat pel treball de Neild al palau de justícia de la seva parròquia natal de Caddo. Neild va ser un dels arquitectes que van dissenyar la reconstrucció de la Casa Blanca de Truman.
Neild va morir el 6 de juliol de 1955 al Kansas City Club mentre treballava en el disseny. L'obra va ser completada per Alonzo H. Gentry de Gentry i Voskamp, la firma que va dissenyar l’Auditori Municipal de Kansas City.
Truman havia volgut inicialment que l'edifici s'assemblés a la casa del seu avi matern Solomon Young a Grandview, Missouri.
En resposta a una revisió del New York Times que recordava les influències de Frank Lloyd Wright en el disseny horitzontal de la biblioteca, es va informar que Truman va dir: "Hi ha massa d'aquest tipus per a mi".
Els arquitectes Gould Evans van dissenyar una renovació de 23 milions de dòlars de tota la instal·lació, presentada el 2001. Els canvis incloïen l'ús extensiu de vidre a l'estructura relativament sense finestres i un canvi significatiu a l'espai entre la tomba de Truman i el museu.

## Activitats de Truman a les instal·lacions
Truman va participar activament en el funcionament diari de la Biblioteca, formant personalment els professors del museu i realitzant "conferències de premsa" improvisades per als estudiants de l'escola visitants. Sovint arribava abans que el personal i sovint responia al telèfon per donar indicacions i respondre preguntes, dient als sorpresos que trucaven que ell era "el mateix home".
Entre els seus visitants hi havia els presidents en funcions Eisenhower, Kennedy, Johnson i Nixon, l'expresident Hoover, Jack Benny, Ginger Rogers, Robert F. Kennedy, Thomas Hart Benton i Dean Acheson.

## L'oficina de Truman

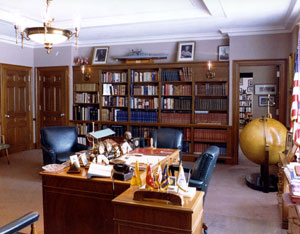
Oficina de Truman a les instal·lacions

Quan Truman va deixar la Casa Blanca el 1953, va establir una oficina a l'habitació 1107 del Banc de la Reserva Federal de Kansas City al 925 de Grand Avenue. Quan la biblioteca va obrir l'any 1957, va traslladar el seu despatx a les instal·lacions i sovint hi treballava cinc o sis dies a la setmana. A l'oficina, va escriure articles, cartes i el seu llibre Mr. Citizen.
El 2007, el Truman Library Institute va anunciar una preservació i restauració d'1,6 milions de dòlars de la seva oficina de treball per preservar els artefactes que conté i facilitar-ne la visualització pública. El projecte de tres etapes es va completar el 2009 i compta amb un pavelló de pedra calcària tancat per a un millor accés i visualització i un sistema de climatització actualitzat. L'oficina apareix avui tal com ho va fer quan Harry Truman va morir el 26 de desembre de 1972.
Durant molt de temps, una de les preferides dels visitants del museu, l'oficina es veia a través d'una finestra des del pati de la biblioteca. El pavelló també permetrà una exposició interpretativa que descrigui l'oficina.

## Serveis funeraris de Truman
Els funerals de Truman es van celebrar a l'auditori de la Biblioteca i l'enterrament es va fer al pati. La seva dona, Bess Truman, va ser enterrada al seu costat el 1982. La seva filla, Margaret Truman Daniel, va ser membre de la junta directiva del Truman Library Institute. Després de la seva mort el gener de 2008, les restes cremades de Margaret i les del seu difunt marit, Clifton Daniel (que va morir el 2000), també van ser enterrades al pati de la Biblioteca. El net del president, Clifton Truman Daniel, és actualment copresident honorari de la junta directiva de l'institut.

## Exposicions i programa
Dos pisos d'exposicions mostren la seva vida i la seva presidència a través de fotografies, documents, artefactes, records, clips de pel·lícules i una pel·lícula sobre la vida de Truman.
La rèplica de l'oficina oval de la biblioteca és una característica que ha estat copiada per les biblioteques Johnson, Ford, Carter, Reagan, George HW Bush, Clinton i George W. Bush.
En un programa educatiu anomenat The White House Decision Center, els estudiants de l'escola assumeixen els papers del president Truman i els seus assessors davant decisions històriques de la vida real en una recreació de l'ala oest de la Casa Blanca.

## Art
El mural Independence and the Opening of the West de Thomas Hart Benton adorna les parets de l'entrada del vestíbul. El mural, acabat el 1961, va ser pintat in situ per Benton durant un període de tres anys.

## Visitants

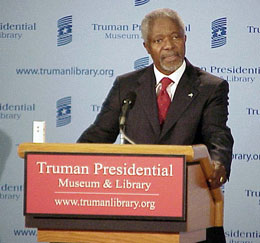
Kofi Annan parlant a la Biblioteca

Els visitants després de 1972 inclouen els presidents en funcions Ford, Carter i Clinton i els candidats presidencials John Kerry i John McCain.